# Banco de Serranilla
O Banco de Serranilla (em castelhano:  Isla Serranilla, Banco Serranilla ou Placer de la Serranilla) é um recife parcialmente submerso na parte ocidental do mar das Caraíbas, com 40 km de comprimento por 32 km de largura, e com ilhéus desabitados. Situa-se a 350 km a nordeste do rio Punta Gorda, Nicarágua, e a 280 km a sudoeste da Jamaica. A terra emersa mais próxima é o banco Bajo Nuevo, a 110 km a leste.
O Banco de Serranilla surgiu pela primeira vez em mapas espanhóis em 1510. É administrado pela Colômbia como parte do departamento de San Andrés e Providencia. Embora o banco seja parte integrante da Colômbia, está sujeito a uma disputa de soberania envolvendo Honduras e Estados Unidos. Em 19 de novembro de 2012, no que diz respeito às reivindicações da Nicarágua sobre as ilhas, o Tribunal Internacional de Justiça (TIJ) concluiu, por unanimidade, que a República da Colômbia detém a soberania sobre o banco de Serranilla.